# Nîjni Vilșanî (Velîkîi Trosteaneț), Poltava
Nîjni Vilșanî (în ucraineană Нижні Вільшани) este un sat în comuna Velîkîi Trosteaneț din raionul Poltava, regiunea Poltava, Ucraina.

## Demografie
Componența lingvistică a localității Nîjni Vilșanî
     Ucraineană (96,15%)
     Rusă (3,85%)
Conform recensământului din 2001, majoritatea populației localității Nîjni Vilșanî era vorbitoare de ucraineană (96,15%), existând în minoritate și vorbitori de rusă (3,85%).